# Carda
Carda es una aldea y una parroquia del concejo asturiano de Villaviciosa, en España.
La parroquia tiene una superficie de 3,51 km², en la que habitan un total de 65 personas.
Según el nomenclátor de 2008, la parroquia está formada por las poblaciones de:
- Abeu de Arriba (oficialmente, en asturiano, Abéu de Riba) (casería): 4 habitantes
- Ayones (casería): 7 habitantes
- Las Callejas (Les Caleyes) (aldea): 4 habitantes
- Carda (aldea): 12 habitantes
- Miyares (Miares) (casería): 3 habitantes
- Montoto (Montotu) (aldea): 12 habitantes
- La Payariega (casería): 13 habitantes
- El Pino (El Pinu) (casería): 4 habitantes
- La Torre (casería): 1 habitantes
- La Trocha (casería): 5 habitantes

La aldea de Breceña se encuentra a unos 30 metros de altura sobre el nivel del mar, a 2 km de la capital del concejo.